# 澤村通
澤村 通（さわむら とおる、1973年9月16日 - ）は、元社会人野球選手（内野手）。

## 経歴
大阪桐蔭高時代は、萩原誠らと共に第73回全国高等学校野球選手権大会に初出場し、同校の優勝に貢献した。3回戦の対秋田高戦では、延長11回にサイクルヒットを達成した。高校日本代表にも選ばれている。
高校卒業後は、近畿大学工学部に進学するも2年時に中退。その後、1994年に社会人野球の新日鐵君津に入団。二塁手のレギュラーをつかみ、チームの中心選手として長年にわたって活躍した。
チームで主将を務めていた2001年から2003年にかけて、都市対抗野球本大会に3年連続して出場、日本選手権にも2002年・2003年と2年連続で出場を果たし、そのキャプテンシーも高く評価された。
2005年限りで現役引退。現在は、新日鐵君津で社業に就いている。
2019年からは神奈川県のクラブチームJFAM EMANON（2021年よりジェイファム）で野手総合コーチを務める。同部は、2023年末を以て休部。